# Margherita de Savoie-Aoste
Titre
Épouse du prétendant au trône de Modène
28 décembre 1953 – 7 février 1996
(42 ans, 1 mois et 10 jours)
Margherita (ou Marguerite) de Savoie-Aoste, née le 7 avril 1930 à Naples en Italie et morte le 10 janvier 2022 à Bâle en Suisse, est la fille d'Amédée de Savoie-Aoste et d'Anne d'Orléans.
Par son mariage avec l'archiduc Robert d'Autriche-Este, elle est l'épouse du prétendant au trône de Modène de 1953 à 1996.

## Biographie

### Enfance et jeunesse
Margherita, née au palais royal de Capodimonte, ville de Naples en 1930, est la fille aînée d'Amédée de Savoie-Aoste et d'Anne d'Orléans, cousins germains mariés en 1927. Elle a une sœur cadette, Marie Christine (1933-2023),. La princesse est baptisée dans la chapelle du palais de Capodimonte le 28 mai 1930 sous les prénoms de Margherita Isabella Maria Vittoria Emanuela Elena Gennara. Ses parrain et marraine sont le roi d'Italie Victor-Emmanuel III et sa grand-mère paternelle Hélène d'Orléans.
Son père, le duc d'Aoste, ayant été nommé vice-roi d'Éthiopie le 21 décembre 1937, Margherita passe une partie de son enfance en Afrique. En 1940, elle rentre avec sa mère et sa sœur cadette, Marie Christine, en Italie, peu avant le déclenchement de la Seconde Guerre mondiale. Son père, fait prisonnier par les Anglais, meurt prématurément du typhus en captivité, à Nairobi, le 3 mars 1942.
Au début de la Seconde Guerre mondiale, Margherita vit avec sa sœur et sa mère dans un appartement du palais Pitti à Florence. En 1943, l'Allemagne envahit l'Italie. En juillet 1944, la duchesse d'Aoste et ses deux filles sont arrêtées par les Allemands et placées sous résidence surveillée en Autriche, avant d'être libérées en mai 1945 et de rentrer en Italie le 7 juillet suivant. La chute de la monarchie italienne, en juin 1946, contraint Margherita, sa mère et sa sœur à quitter le pays pour s'établir en Belgique où elles demeurent durant un peu plus d'une année, avant de résider en Suisse.

### Mariage et descendance

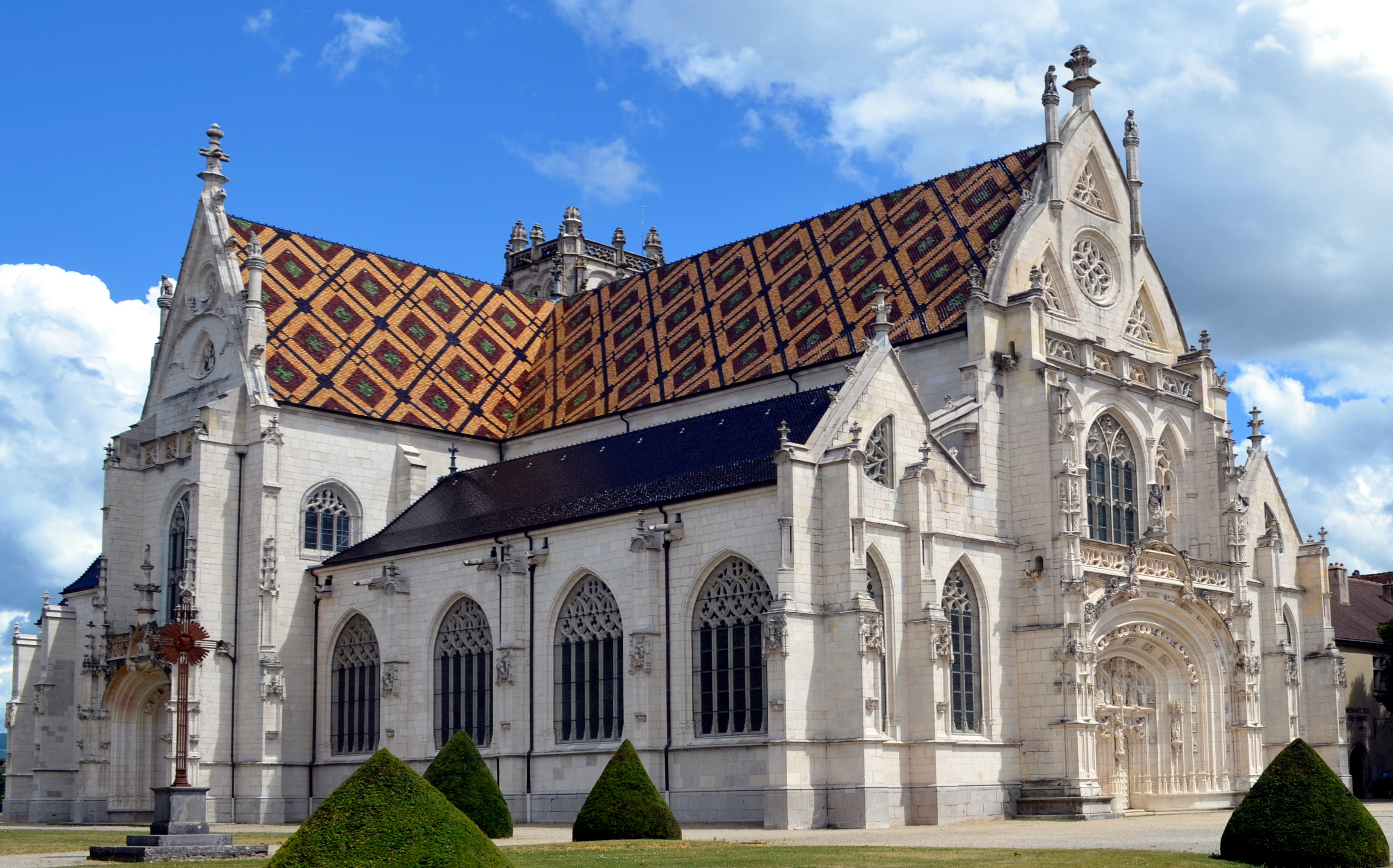
L'église du monastère royal de Brou où s'est mariée Margherita.

Le 28 décembre 1953, Margherita épouse civilement à Bourg-en-Bresse, et religieusement le lendemain, au monastère de Brou, Robert d'Autriche-Este (1915-1996), fils de l'empereur Charles Ier d’Autriche (1887-1922) (béatifié en 2004) et de l'impératrice née Zita de Bourbon-Parme (1892-1989) avec qui elle a cinq enfants, portant tous le titre de courtoisie d'archiduc d'Autriche :
- Marie-Béatrice d’Autriche-Este (née le 11 décembre 1954 à Boulogne-Billancourt), qui épouse en 1980 le comte Riprand von und zu Arco-Zinneberg (1955-2021), dont six filles, parmi lesquelles Olympia von und zu Arco-Zinneberg (née en 1988), qui épouse en 2019 le prince Jean-Christophe Napoléon (né en 1986), chef de la maison impériale française et prince Napoléon[10] ;
- Lorenz d'Autriche-Este (né le 16 décembre 1955 à Boulogne-Billancourt), qui épouse en 1984 la princesse Astrid de Belgique (1962), dont cinq enfants ;
- Gerhard d’Autriche-Este (né le 30 octobre 1957 à Boulogne-Billancourt), qui épouse en 2015 Iris Jandrasits (1961), sans postérité ;
- Martin d’Autriche-Este (né le 21 décembre 1959 à Boulogne-Billancourt), qui épouse en 2004 la princesse Katharine d’Isembourg-Birstein (1971), dont quatre enfants ;
- Isabelle d’Autriche-Este (née le 2 mars 1963 à Boulogne-Billancourt), qui épouse en 1997 Andrea Czarnocki-Lucheschi (1960), dont quatre enfants.

Initialement établie près de Paris, la famille s'installe jusqu'en 1988 rue du Sundgau à Mulhouse, où leur fille Isabelle est scolarisée à l'école Jeanne-d'Arc. Ensuite, Margherita et les siens demeurent en Suisse où l'archiduc Robert poursuit sa carrière dans le secteur bancaire.

### Activités
Licenciée en histoire de l'art de l'École du Louvre, elle est égyptologue.

### Dernières années
Devenue veuve le 7 février 1996, Margherita résidait, tantôt au château de Moos, en Bavière, auprès de sa fille aînée, Marie-Béatrice, tantôt à Bâle et en Italie où elle avait conservé quelques terres gérées par sa fille cadette Isabelle. Jusqu'à la crise sanitaire due à la pandémie de Covid-19, Margherita demeure, avec sa sœur cadette Marie-Christine, au château de Sartirana Lomellina en Lombardie, avant de regagner la Suisse.
Margherita meurt à Bâle, le 10 janvier 2022 à l'âge de 91 ans. Lui survivent 27 descendants : cinq enfants, dix-neuf petits-enfants et trois arrière-petits-enfants.
Le 29 janvier, l'archiduchesse est inhumée au côté de son époux, dans le caveau familial de la chapelle de Lorette de l'abbaye bénédictine de Muri, en Suisse,. À ses funérailles, sont notamment présents Philippe, roi des Belges, Hans-Adam II, prince souverain de Liechtenstein, son fils le prince Alois, régent de la principauté, et de nombreux membres de la famille de la défunte, comme l'archiduc Lorenz d'Autriche-Este et la princesse Astrid de Belgique, ou encore Jean-Christophe Napoléon, ainsi que Guillaume, grand-duc héritier de Luxembourg,.

## Titulature
- 7 avril 1930 — 28 décembre 1953 : Son Altesse Royale la princesse Margherita de Savoie-Aoste ;
- 28 décembre 1953 — 7 février 1996 : Son Altesse Impériale et Royale l'archiduchesse d'Autriche-Este ;
- 7 février 1996 — 10 janvier 2022 : Son Altesse Impériale et Royale l'archiduchesse douairière d'Autriche-Este.

## Honneurs
Margherita est :
- Dame noble de l'ordre de la Croix étoilée (Autriche-Hongrie) ;
- Dame Grand-croix d'honneur et de dévotion de l'ordre souverain de Malte.

## Ascendance
|  |                                 |  |  |  |  |  |  |  |  |  |  |  |  |
|  | 8. Amédée Ier d'Espagne         |  |  |  |  |  |  |  |  |  |  |  |  |
|  |                                 |  |  |  |  |  |  |  |  |  |  |  |  |
|  |                                 |  |  |  |  |  |  |  |  |  |  |  |  |
|  | 4. Emmanuel-Philibert de Savoie |  |  |  |  |  |  |  |  |  |  |  |  |
|  |                                 |  |  |  |  |  |  |  |  |  |  |  |  |
|  |                                 |  |  |  |  |  |  |  |  |  |  |  |  |
|  | 9. Maria Vittoria dal Pozzo     |  |  |  |  |  |  |  |  |  |  |  |  |
|  |                                 |  |  |  |  |  |  |  |  |  |  |  |  |
|  |                                 |  |  |  |  |  |  |  |  |  |  |  |  |
|  | 2. Amédée de Savoie-Aoste       |  |  |  |  |  |  |  |  |  |  |  |  |
|  |                                 |  |  |  |  |  |  |  |  |  |  |  |  |
|  |                                 |  |  |  |  |  |  |  |  |  |  |  |  |
|  | 10. Philippe d'Orléans          |  |  |  |  |  |  |  |  |  |  |  |  |
|  |                                 |  |  |  |  |  |  |  |  |  |  |  |  |
|  |                                 |  |  |  |  |  |  |  |  |  |  |  |  |
|  | 5. Hélène d'Orléans             |  |  |  |  |  |  |  |  |  |  |  |  |
|  |                                 |  |  |  |  |  |  |  |  |  |  |  |  |
|  |                                 |  |  |  |  |  |  |  |  |  |  |  |  |
|  | 11. Marie-Isabelle d'Orléans    |  |  |  |  |  |  |  |  |  |  |  |  |
|  |                                 |  |  |  |  |  |  |  |  |  |  |  |  |
|  |                                 |  |  |  |  |  |  |  |  |  |  |  |  |
|  | 1. Margherita de Savoie-Aoste   |  |  |  |  |  |  |  |  |  |  |  |  |
|  |                                 |  |  |  |  |  |  |  |  |  |  |  |  |
|  |                                 |  |  |  |  |  |  |  |  |  |  |  |  |
|  | 12. Robert d'Orléans            |  |  |  |  |  |  |  |  |  |  |  |  |
|  |                                 |  |  |  |  |  |  |  |  |  |  |  |  |
|  |                                 |  |  |  |  |  |  |  |  |  |  |  |  |
|  | 6. Jean d'Orléans               |  |  |  |  |  |  |  |  |  |  |  |  |
|  |                                 |  |  |  |  |  |  |  |  |  |  |  |  |
|  |                                 |  |  |  |  |  |  |  |  |  |  |  |  |
|  | 13. Françoise d'Orléans         |  |  |  |  |  |  |  |  |  |  |  |  |
|  |                                 |  |  |  |  |  |  |  |  |  |  |  |  |
|  |                                 |  |  |  |  |  |  |  |  |  |  |  |  |
|  | 3. Anne d'Orléans (1906-1986)   |  |  |  |  |  |  |  |  |  |  |  |  |
|  |                                 |  |  |  |  |  |  |  |  |  |  |  |  |
|  |                                 |  |  |  |  |  |  |  |  |  |  |  |  |
|  | 14=10. Philippe d'Orléans       |  |  |  |  |  |  |  |  |  |  |  |  |
|  |                                 |  |  |  |  |  |  |  |  |  |  |  |  |
|  |                                 |  |  |  |  |  |  |  |  |  |  |  |  |
|  | 7. Isabelle d'Orléans           |  |  |  |  |  |  |  |  |  |  |  |  |
|  |                                 |  |  |  |  |  |  |  |  |  |  |  |  |
|  |                                 |  |  |  |  |  |  |  |  |  |  |  |  |
|  | 15=11. Marie-Isabelle d'Orléans |  |  |  |  |  |  |  |  |  |  |  |  |
|  |                                 |  |  |  |  |  |  |  |  |  |  |  |  |
|  |                                 |  |  |  |  |  |  |  |  |  |  |  |  |